# 我が故国、我が誇りと喜び
我が故国、我が誇りと喜び（エストニア語: Mu isamaa, mu õnn ja rõõm）は、エストニアの国歌。楽曲がフィンランドの国歌とほぼ同じである。
作詞はヨハン・ヴォルデマル・ヤンセン (Johann Voldemar Jannsen)、作曲は1848年、フレドリク・パーシウス (Fredrik Pacius / Friedrich Pacius)によるもの。

## 歌詞

### 原語
1. Mu isamaa, mu õnn ja rõõm,
Kui kaunis oled sa!
Ei leia mina iial tääl
See suure laia ilma pääl,
Mis mull' nii armas oleks ka
Kui sa, mu isamaa!
2. Sa oled mind ju sünnitand
Ja üles kasvatand;
Sind tänan mina alati
Ja jään sul truuks surmani!
Mul kõige armsam oled sa,
Mu kallis isamaa!
3. Su üle Jumal valvaku,
Mu armas isamaa!
Ta olgu sinu kaitseja
Ja võtku rohkest' õnnista'
Mis iial ette võtad sa,
Mu kallis isamaa!

### 日本語訳
私の祖国、私の喜びと幸福、
あなたはなんて美しいのでしょう！
私はそのようなことをこれまで見つけることはありません
この巨大な広い世界で
それは私にとってとても大切なことです
あなたのように、私の祖国！
あなたは私を産んだ
そして私を起こしました。
いつもありがとうございます
そして死ぬまであなたに忠実であり続けなさい
私にとって最も愛されているのはあなたです。
私の大切な祖国！
神様があなたを見守ってくださいますように
私の大切な祖国！
彼をあなたの防御者にしましょう
そして豊かな祝福を
あなたが引き受けたものは何でも、
私の大切な祖国！

## 参照
1. ↑  “Why Finland and Estonia have the same anthem – Nordic Estonia” (英語). 2022年10月2日閲覧。
2. ↑  asami (2021年1月2日). “エストニア共和国 国歌「わが祖国、我が幸せと喜び」”. 一般社団法人 国歌の輪. 2025年8月18日閲覧。